# 660
660 (DCLX) je bilo prestopno leto, ki se je po julijanskem koledarju začelo na sredo.

## Dogodki
- Prva omemba Karantanije v zgodovinskih virih.

## Rojstva
- Leoncij, bizantinski cesar († 706)